# ディーター・フォン・レーダー (駆逐艦)
Z17 ディーター・フォン・レーダー (Z17 Diether von Roeder) はドイツ海軍の駆逐艦。1936型。

## 艦歴
1936年9月9日起工。1937年8月19日進水。1938年8月29日就役。
1939年にはスペインやノルウェーを訪れた。
第二次世界大戦開戦後、イギリス沿岸への機雷敷設任務などに従事。
1940年4月、ノルウェー侵攻作戦に参加し、ナルヴィク攻略に向かう。ナルヴィクの占領には成功したが、4月10日イギリス海軍の駆逐艦がナルヴィク港内のドイツ駆逐艦に攻撃をかけ第1次ナルヴィク海戦が発生した。駆逐艦「ヴィルヘルム・ハイドカンプ」と「アントン・シュミット」が魚雷を受けて沈没。この時、「ディーター・フォン・レーダー」も港内におり、魚雷は命中しなかったがイギリス駆逐艦の砲撃で大破し、13名が戦死した。
4月13日、イギリス軍は再び攻撃をおこない第2次ナルヴィク海戦が発生した。ナルヴィク港に停泊していた「ディーター・フォン・レーダー」はイギリスの駆逐艦と交戦し「コサック」を大破させたが、弾薬を使い果たし乗員によって破壊された。